# 瑞輪蓂莢
瑞輪蓂莢，是漢代張衡為製作渾象而發明的天文裝置。據明朝末年程登吉所撰寫的《幼學瓊林．卷四．花木類》解釋，「瑞輪蓂莢」的「蓂莢」是一種帝堯時期的植物。它生長在帝堯殿前土階三尺下面。每逢一個月的初一，便會天天生出一片葉子。逢十五，就會每天掉落一片葉子，依此循環不息地進行。瑞輪蓂莢的運作正好與這種傳說植物的生態一樣。

## 歷史
在漢代，張衡根據一種傳說中的植物「蓂莢」發明了一個名叫「瑞輪蓂莢」的裝置。瑞輪蓂莢與渾象（機械天文鐘）互相連接。它在一個月上旬的每一天升起一片葉子，下半個月的每天就會落下一片葉子。過程中，科學家可以憑藉瑞輪蓂莢的機械輪子和「關戾」（即凸輪、齒輪和撥桿等組件組成的部分）的轉動，隨著月亮盈虧得知一個月的日期變化。在運作上，瑞輪蓂莢相當於一個自動操作的日曆，可報告一個月內的日數。除了研發瑞輪蓂莢之外，張衡也在渾象上裝上一套齒輪機械傳動裝置。通過利用漏壺中流出的水來推動整個渾象均勻地與天球同步運轉。晝夜的交替、星辰的出沒和實際的天象就會因此而變得一致。雖然結合了機械天文鐘和自動日曆的劃時代發明對往後天文儀器的製造作出了巨大的貢獻，但瑞輪蓂莢的製造技術經已失傳。而瑞輪蓂莢這一種結合刻漏和天文儀器的自動水力機械鐘被視為中國水輪秤漏裝置發展的先驅。